# Kyle Harmon
Kyle Harmon is een personage uit de televisieserie CSI Miami, vertolkt door de acteur Evan Ellingson.
Kyle Harmon is de zoon van Horatio. Hij is als wees opgevoed en heeft nooit geweten wie zijn ouders zijn. 
Als hij wordt opgepakt voor het kidnappen van een vrouw, ontdekt Horatio (die dan voor de CSI Miami werkt) dat Kyle zijn zoon is.
Kyle leert een tijdje later ook zijn moeder kennen. Dan wordt Kyle ontvoerd. Horatio redt hem en vertelt hem dat hij zijn vader is.
Als Kyle wordt vrijgesproken voor zijn eerdere daden, gaat hij toch maar bij zijn moeder wonen, omdat hij die ook wil leren kennen. 
Een paar jaar later ontdekt Kyle dat zijn moeder betrokken was bij een moord, en gaat dan als marinier werken. 
Zijn vader keurt dit eerst af, maar later mag hij dan toch gaan.